# 再見鍾情
《再見鍾情》（英語：A Lot like Love）是一部2005年的喜劇劇情電影，由導演奈吉·柯爾執導。

## 劇情概要
本片主要在呈現奧利佛與艾蜜莉之間的感情關係，他們兩人在一班從洛杉磯飛往紐約的班機上首次遇見，在之後的七年間也持續見面，變成親密的朋友，兩人分別與不同的人交往也換了不同的職業。當他們倆人分別遭遇到感情失意後，七年後終於發現他們才是適合對方的。
在某一年的元旦前夕，奧利佛和艾蜜莉決定在他們約會時閉口絕不說話，因為艾蜜莉不肯透露她先前破裂的感情。他們就在一間中國餐館內打發時間，但從沒開口說話。接著艾蜜莉假裝噎著，在空蕩的餐館內引起騷動。艾蜜莉「死」了之後，奧利佛假裝沒看到，冷靜地喝著茶。最後艾蜜莉只好吐出豆子，告訴他前任作家男友跟她分手的事。
當他們決定要去跨年派對時，奧利佛問她為何她覺得他們不適合，艾蜜莉說他有三發好球。此時，奧利佛問道第一好球是什麼（他已知道第二好球為不彈吉他，第三為星座不對），艾蜜莉說第一好球就是她先主動。
當他們回到奧利佛的住宿時，艾蜜莉發現他隔天就要搬到舊金山去經營他的網路尿布販售生意。接著她去了廁所，但很久都沒出來，奧利佛上前去發現她睡在浴室地板上，把馬桶當枕頭睡，奧利佛便把他抱到床上。隔天一早艾蜜莉起床時，奧利佛早已離開了。
兩年之後，某天奧利佛回到他舊金山的家晚了，其女友布麗姬特突然跟他分手了，因為奧利佛過於專注在事業上而忽略了感情。
很久之後，奧利佛跟他的哥哥正在以手語聊天，他發現到他真的應該要休息一下，他的事業失敗，而且跟父母住在一起。當他看到一張他和艾蜜莉前往國家公園的照片時，便決定要去見她。他到了艾蜜莉家的樓下，自彈自唱了邦喬飛的I'll Be There for You這首歌給她，她發現他終於學會怎麼彈吉他。令人難過的是，當他告白時，發現艾蜜莉已經訂婚了。
之後，艾蜜莉的訂婚婚約破裂了，因為她發現一捲奧利佛替她拍的底片，是在他們初次見面前拍的，代表第一好球並不成立。她便來到了奧利佛的住處，卻發現他在婚禮中穿著西裝，只好難過失望的離開了，不小心撞到玻璃門，於是，奧利佛看到她了，但她卻轉身離開了。經過思考之後，他決定在他妹妹的婚禮中先離席，追隨艾蜜莉，接著電影就在他們接吻的鏡頭中結束了。

## 演員
| 演員                          | 角色                         |
| ----------------------------- | ---------------------------- |
| 艾希頓·庫奇（Ashton Kutcher） | 奧利佛（Oliver）             |
| 亞曼達·彼特（Amanda Peet）    | 艾蜜莉（Emily）              |
| Kathryn Hahn                  | 蜜雪兒（Michelle）           |
| 凱爾·潘（Kal Penn）           | 吉特（Jeeter）               |
| 雅莉萊特（Ali Larter）        | 吉娜（Gina）                 |
| Tyrone Giordano               | 葛拉罕·馬丁（Graham Martin） |
| 塔琳曼妮（Taryn Manning）     | 愛倫·馬丁（Ellen Martin）    |
| 蓋布瑞曼恩（Gabriel Mann）    | 彼得（Peter）                |
| 傑瑞米西斯托（Jeremy Sisto）  | 班（Ben）                    |
| Moon Bloodgood                | 布麗姬特（Bridget）          |

## 外部連結
- 官方網站 （页面存档备份，存于）
- 互联网电影数据库（IMDb）上《再見鍾情》的资料（英文）